# Meksički galeb
Meksički galeb (lat. Larus livens) veliki je galeb, usko povezan sa zapadnim galebom i do 1960-ih se smatrao njegovom podvrstom. Endemičan je za Kalifornijski zaljev.

## Opis
Odrasli ptice imaju bijelu glavu, tamna leđa, krila boje škriljevca i debeli žuti kljun. Po izgledu su slični zapadnom galebu. Noge su im žute, iako prve zimske ptice pokazuju ružičaste noge poput zapadnog galeba. Odraslo perje dobivaju u dobi od tri godine.
Ova vrsta s kamčatskim galebom dijeli četvrto mjesto na popisu najvećih vrsta galebova na svijetu. Duljina mu je od 53 to 72 cm, a raspon krila i obuhvaća 140 to 160 cm (55 do 63 u) preko krila. Tjelesna masa ove vrste može varirati od 930 to 1500 grama.

## Rasprostranjenost i stanište
Meksički galebovi porijeklom su iz Kalifornijskog zaljeva u Meksiku. Većina ih nisu selice, ali sve veći broj tijekom razmnožavanja putuje u kalifornijsko Saltonovo more i na jug do Sonore. Razmnožavaju se u Kalifornijskom zaljevu, gdje se gnijezde u travnju, pojedinačno ili u kolonijama. Može ih se naći na pješčanim i stjenovitim obalama ili otocima, često s malo vegetacije.

## Ponašanje
Ptice su strvinari i sakupljači, hrane se sitnom ribom i beskralješnjacima, truplima morskih sisavaca i iznutricama te love ptiće i jaja morskih ptica (uključujući jaja pelikana). Ponekad traže hranu oko deponija i pristaništa za otpad, ali rijetko lete daleko u unutrašnjost.
Na plaži se gnijezde nekoliko metara iznad gornje granica plime. Ptičji par brani svoj mali teritorij između gnijezda i mora. Gnijezdo je mali iskop u pijesku s oskudnom podstavom algi ili suhog biljnog materijala. Obično se položu tri jaja, maslinaste boje ili tamnopute s tamnim mrljama, a inkubaciju vjerojatno rade oba roditelja. Mladi potpuno opernate i napuste gnijezdo kad navrše oko sedam tjedana.

## Status
Populacija se procjenjuje na oko 60 000 jedinki i čini se da je stabilna, pa je IUCN ocijenio da je status vrste "Najmanja zabrinutost".

## Vanjske poveznice
- Audubon: Yellow-footed Gull
- Yellow-footed Gull (Larus livens)  Arhivirana inačica izvorne stranice od 9. studenoga 2005. (Wayback Machine)